# Information Processing Letters
Information Processing Letters é uma revista científica, peer-reviewed no campo da Ciência da computação publicada pela Elsevier. O objetivo da revista é o de permitir a rápida disseminação dos resultados no domínio do processamento da informação sob a forma de artigos curtos (short papers). As submissões estão limitadas a nove páginas com espaçamento duplo. Tanto a pesquisa teórica e experimental é coberta.